# Louis Roule
Louis Roule (Marselha, 20 de dezembro de 1861 — Versailles, 30 de julho de 1861) foi um zoólogo que se distinguiu no campo da ictiologia.

## Biografia
De origem modesta, filho de um carpinteiro, teve uma carreira académica excepcionalmente rápida: era monitor de trabalhos práticos na Faculdade de Medicina da Universidade de Marselha aos 20 anos de idade (1881), ano em que ali obteve uma licenciatura em Ciências. Aos 23 de idade (1884) obteve um doutoramento em Ciências na Universidade de Paris com uma dissertação sobre as ascídeas da costa da Provença.
Em 1885 foi nomeado instrutor (maître de conférences) Na Faculdade de Ciências da Universidade de Toulouse, sendo em 1892 promovido a professor. Paralelamente, ensinara histologia em Paris a partir de 1886.
Obteve um doutoramento em Medicina em Paris em 1902, e a partir do ano seguinte chefiou a estação de investigação em biologia marinha que ele criara na Universidade de Toulouse. Ao longo da sua carreira, dedicou-se inicialmente ao estudo dos invertebrados marinhos e depois dos peixes.
Em 1910, substituiu Léon Vaillant no Museu Nacional de História Natural de Paris (Muséum national d'histoire naturelle de Paris) como curador da colecção de zoologia (répteis e peixes). Ao mesmo tempo, dirigia o Laboratório de Ictiologia da Escola Prática de Altos Estudos (École pratique des hautes études ou EPHE) e a partir de 1925 leccionou no Instituto Agronómico Nacional de França (Institut national agronomique, hoje Institut national agronomique Paris Grignon).
Foi eleito presidente da Sociedade Zoológica de França (Société zoologique de France) em 1913.
A investigação inicial de Roule tratou maioritariamente de invertebrados. Mais tarde, o seu foco de interesse voltou-se progressivamente para a ictiologia, particularmente quando teve a oportunidade de fazer o inventário das grandes colecções de espécimes marinhos guardadas no museu de Paris de que era curador. Analisou colecções recolhidas pelo príncipe Albert I do Mónaco, bem como espécimes obtidos das expedições antárcticas de Jean-Baptiste Charcot (1867-1936). Roule foi o primeiro cientista a descrever a espécie Grimaldichthys profundissimus, um peixe encontrada a mais de 6000 m de profundidade.
Tinha um ávido interesse pelos trabalhos dos naturalistas franceses das gerações anateeriores, publicando obras sobre Georges-Louis Leclerc (o conde de Buffon), Louis-Jean-Marie Daubenton, Jean-Baptiste Lamarck e Georges Cuvier. Roule também foi autor de obras conceituadas nos campos da embriologia e da anatomia comparada.
Duas espécies de répteis receberam nomes que o homenageiam: Atractus roulei e Isopachys roulei.

## Obras
Entre muitas outras publicações, é autor das seguintes obras:
- Recherches sur les Ascidies simple des cotes de Provence, Phallusiadées, 1884 (investigação sobre as ascídeas simples da costa da Provence do género Phallusia Savigny, 1816)
- L'embryologie générale, 1893
- L' anatomie comparée des animaux basée sur l'embryologie,  1898
- Buffon et la description de la nature, 1924
- Daubenton et l'exploitation de la nature, 1925
- Les poissons et le monde vivant des eaux, 1926
- Lamarck et l'interprétation de la nature, 1927
- Les poissons apodes appartenant au sous-ordre des nemichthydiformes, 1929 (tratado sobre os Nemichthyidae)
- La structure et la biologie des poissons, 1930
- Fishes, their journeys and migrations, 1933 (traduzido para inglês por Conrad Elphinstone)
- Fishes and their ways of life, 1935 (traduzido para inglês por Conrad Elphinstone)